# Lúčka (Sabinov)
Lúčka es un municipio del distrito de Sabinov en la región de Prešov, Eslovaquia, con una población estimada a final del año 2024 de 679 habitantes.
Se encuentra ubicado en el centro-oeste de la región, en el valle del río Torysa (cuenca hidrográfica del río Tisza).

## Demografía
| Año        | 1994 | 2004    | 2014    | 2024    |
| ---------- | ---- | ------- | ------- | ------- |
| Población  | 667  | 679     | 685     | 679     |
| Diferencia |      | +1,79 % | +0,88 % | −0,87 % |

| Año        | 2023 | 2024    |
| ---------- | ---- | ------- |
| Población  | 681  | 679     |
| Diferencia |      | −0,29 % |